# ناتالیا دوبرینسکا
ناتالیا دوبرینسکا (اوکراینی: Наталя Добринська؛ زادهٔ ۲۹ مهٔ ۱۹۸۲) ورزشکار دو و میدانی هفت‌گانه اهل اوکراین است.